# José Manuel González-Páramo
José Manuel González-Páramo, né le 9 août 1958 à Madrid, est un économiste espagnol.
Il a été notamment rédacteur en chef de Hacienda Pública Española/Revista de Economía Pública (Econlit, 2001-2004).

## Biographie
Après avoir été diplômé en économie à l'université Complutense de Madrid en 1983, il obtient un MA d'économie à l'université Columbia à New York en 1983, puis un M.Phil. en 1984 et enfin un premier Ph.D. à Complutense en 1985 et un second Ph.D à l'université Columbia en 1986.
De 1980 à 1982, il est assistant professeur à Complutense, de 1985 à 2011, il est professeur associé d'économie dans la même université et en devient le chef du département des Finances publiques de 1986 à 1994. Il devient conseiller économique au ministère de l'Économie et des Finances de 1985 à 1987. 
Il a travaillé à la Banque mondiale à Washington en 1984, 1989 et de 2000 à 2002, à la Commission européenne en 1989 et 1993, à l'International Development Bank en Argentine en 1998, à l'Académie européenne des sciences et des arts dont il est devenu membre à partir de 2000, à l'Observatoire de l’épargne européenne à Paris en 2001, au Centro de Estudios de Economía Pública-Fundación BBVA de 1991 à 1994.
De 1989 à 1994, il devient conseiller au Banco de España, la banque centrale du pays. De 1994 à 2004, il est membre du conseil des gouverneurs de cette banque puis du directoire de 1998 à 2004. De 1994 à 2004, il est également membre du conseil de gouvernance et du comité exécutif de BBVA. De juin 2004 à mai 2012, il est membre du directoire de la Banque centrale européenne.
En mai 2013, il est nommé conseiller exécutif de BBVA. En février 2020, il sort du conseil d'administration de BBVA mais reste conseiller indépendant de la banque espagnole. En mai 2022, il est nommé conseiller indépendant de la banque Abanca.

## Publications
Politique monétaire et finances publiques
- La dinámica de las tensiones financieras: causas y consecuencias, Papeles de Economía Española, Vol. 122, p. 2-11 (2009).
- Financial market failures and public policies: A central banker’s perspective on the global financial crisis, Hacienda Pública Española/ Revista de Economía Pública, Vol. 190(3), p. 127-156 (2009).
- Regional divergence in the euro area, in F. Vaillancourt et J. Martínez-Vázquez (eds), Public policy for regional development, Routledge, New York, p. 11-27 (2008).
- Global imbalances and the need for policy adjustment, in J. Roy et P. Gomis (eds), The Euro and the Dollar in a globalised economy, Ashgate, Aldershot, p. 189-198 (2007).
- Central banks and global imbalances, in S. Fernández de Lis et F. Restoy (eds): Central banks in the 21st century, Banco de España, Madrid, p. 177-185 (2006)
- La política monetaria del BCE en el contexto internacional: Principios y retos [The ECB’s monetary policy in an international context: Principles and challenges], Boletín Económico de Información Comercial Española, No 2848, p. 9-21 (2005).
- The role of the State and economic consequences of alternative forms of public expenditures financing (avec B. Moreno-Dodson), The World Bank Institute, World Bank (2003).
- A cost-benefit analysis of going from low inflation to price stability in Spain (avec J. J. Dolado et J. Viñals), in M. Feldstein (ed): The costs and benefits of price stability, National Bureau of Economic Research-University of Chicago Press, Chicago, Illinois, p. 95-132 (1999).
- Issues on fiscal policy in Spain, in H. Bockelmann et als. (eds): Current Issues in Fiscal Policy and their Implications for the Conduct of Monetary Policy, Bank for International Settlements, Bâle, p. 189-220 (1992).
- Spain and the 'EEC cum 1992' shock (avev J. Viñals et al.), in C. Bliss et J. Braga de Macedo (eds): Unity with Diversity in the European Economy. The Community's Southern Frontier, Cambridge University Press-CEPR, Cambridge, p. 145-234 (1990).
- Argentina: Tax Policy for Stabilization and Economic Recovery, avec L. Barbone et R. Bird (eds), World Bank (1990).
- Política fiscal, demanda de dinero y expectativas racionales [Fiscal policy, money demand and rational expectations], Hacienda Pública Española, 85, p. 393-401 (1983).
- Sistema financiero español [The Spanish financial system] (avec A. L. López Roa et al.), Nueva Generación de Editores, Alicante (1982).
- El coste del crédito y la financiación privilegiada [Privileged financing and the cost of credit], Boletín de Estudios Económicos, Universidad Comercial de Deusto, XXXVI/112, p. 81-94 (1981).
- La Política Monetaria en España [Monetary policy in Spain], Boletín de Estudios Económicos, Universidad Comercial de Deusto, XXXV/111, p. 403-429 (1980).

Politiques fiscales
- Tax reform in perspective: The role of the public sector in Spain along the process of European integration (avec P. Hernández de Cos), in J. Martínez-Vázquez et J. F. Sanz (eds): Fiscal reform in Spain: Accomplishments and challenges, Studies in Fiscal Federalism and Local State Finance, E. Elgar, p. 98-150 (2007).
- "Fiscal policy: Stabilisation, sustainability and growth", in Banco de España/Research Department (ed): The analysis of the Spanish economy: Data, instruments and procedures, Banco de España, Madrid, p. 201-222 (2006).
- "Fiscal Consolidation in Spain: Dynamic Interdependence of Public Spending and Revenues" (avec F. de Castro and P. Hernández de Cos), Investigaciones Económicas, XXVIII (1), p. 293-307 (2004).
- De Maastricht a la Unión Europea ampliada: la estabilidad presupuestaria en una perspectiva española [From Maastricht to the enlarged EU: budget stability in a Spanish perspective], in E. Fuentes Quintana (ed): Economía y economistas españoles, Vol. 8, Galaxia Gutenberg-Círculo de Lectores (2004).
- Costes y beneficios de la disciplina fiscal: la ley de estabilidad presupuestaria en perspectiva [Costs and benefits of fiscal discipline: the budget stability law in perspective], Instituto de Estudios Fiscales, Madrid (2001).
- "Taxation of savings products in Europe" (avec N. Badenes et Yannick L'Horty), Observatoire de l'épargne européenne, Paris, juin 2001.
- El sector público y la competitividad en la Unión Económica y Monetaria [The public sector and competitiveness in Economic and Monetary Union], in E. Albi (dir.): Europa y la competitividad de la economía española, Ariel-Price Waterhouse, Barcelone, p. 37-54 (1992).
- ¿Son equivalentes deuda pública e impuestos? Teoría y evidencia [Are debt and taxes equivalent? Theory and evidence] (avec J. L. Raymond Bara), Papeles de Economía Española, 33, p. 365-392 (1987).
- Effective taxation of savings income in Spain, Banco de España, Economic Bulletin, janvier, p. 137-146 (1992).
- Fiscal policy in Spain, 1980-1992: Main developments and current issue (avec A. Utrilla et A. Valiño), European Economy (Reports and Studies), 3, 1994, p. 135-184 (1994).
- ‘Tax and spend' or 'spend and tax'? Causality between revenues and expenditures and the size of the public budget in Spain, 1955-1991, European Economy (Reports and Studies), 3, 1994, p. 166-170 (1994).